# Simon Kenton
Simon Kenton (znan tudi kot "Simon Butler") (3. april 1755 – 29. april 1836) je bil priznan ameriški mejni prebivalec, vojak in pionir, ki je imel pomembno vlogo pri naselitvi Virginije, Kentuckyja in Ohia. Bil je sodobnik in prijatelj pomembnih osebnosti, kot so Daniel Boone, Isaac Shelby in Thomas Hinde. Kenton je služil Združenim državam v ameriški osamosvojitveni vojni, vojni za severozahodni indijanski teritorij in vojni leta 1812.
Leta 1777 je drzno rešil pred smrtjo starejšega legendarnega pionirja, raziskovalca in lovca Daniela Boona, kar mu je prineslo precejšnjo slavo.
Leta 1778 so ga ujeli Shawneeji, ko so bili zavezniki Britancev. Preživel je več preizkusov in ritualnega mučenja, ki so ga izvajali nad vojnimi ujetniki in naj bi ga rešil Simon Girty, druga znana osebnost z mejnih področij tistega časa, katerega je poznal iz leta 1774, ko je služil kot izvidnik v Dunmorjevi vojni. Kasneje ga je posvojila vdova iz plemena Shawnee, da bi nadomestila svojega sina in postal je član plemena. Njegov prvi sin se je rodil pred poroko; Kenton se je kasneje dvakrat poročil in imel skupno še deset otrok.